# Leptopyrgota annulipes
Leptopyrgota annulipes är en tvåvingeart som beskrevs av Aczel 1956. Leptopyrgota annulipes ingår i släktet Leptopyrgota och familjen Pyrgotidae. Inga underarter finns listade i Catalogue of Life.